# José Antonio Medina (revolucionario)
José Antonio Medina (San Miguel de Tucumán, 1773 - Rosario, 1826 fue un sacerdote católico argentino, considerado uno de los promotores de la Revolución de Chuquisaca y fue uno de los principales partícipes de la del 16 de julio en La Paz.

## Biografía

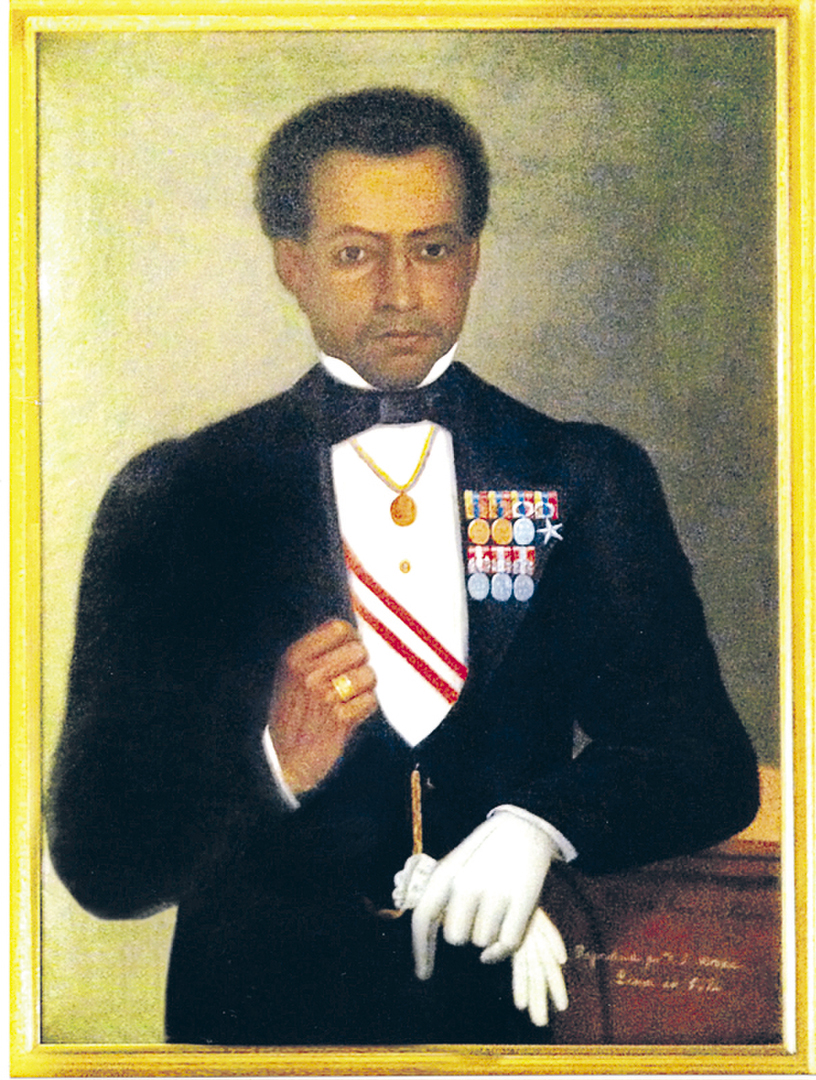
Bernardo Monteagudo.

José Antonio Medina nació en San Miguel de Tucumán, Argentina en 1773.
Estudió en la prestigiosa Universidad Mayor Real y Pontificia San Francisco Xavier de Chuquisaca, donde se graduó como doctor en teología, recibiendo las órdenes sacerdotales y llegando a ser profesor en el Seminario Carolino. Era primo de Bernardo Monteagudo con quien compartía los principios libertarios, por lo que fue uno de los fundadores de la "Sociedad de Independientes" o "Sociedad secreta". Fue uno de los testigos en el acta de casamiento de Mariano Moreno con María Guadalupe Cuenta, celebrado el 20 de mayo de 1804 en la catedral de Chuquisaca. En 1836, en la publicación Arengas en el foro y escritos de Mariano Moreno, Manuel Moreno lo mencionó como "amigo íntimo" de su hermano.
Fue confinado en Sicasica (Departamento de La Paz), como cura del pueblo, por orden del arzobispo de Charcas Benito María Moxó y Francolí.
Producida la Revolución de Chuquisaca del 25 de mayo se enviaron comisionados que a sus funciones oficiales (dar a conocer el movimiento y sus razones, etc.) sumaban la de incentivar la toma de medidas similares en otras regiones. A La Paz fueron enviados primero Gregorio Jiménez y Manuel Toro, pero habiendo fracasaron en su misión se resolvió enviar a Mariano Michel Mercado con su hermano, el clérigo Juan Manuel Mercado, y con el alcalde Provincial del Cuzco, Antonio Paredes. 
En Sicasica, en la ruta a La Paz, Michel Mercado se entrevistó con el cura José Antonio Medina, quien se sumó a la comitiva. Cuando estalló el movimiento revolucionario en La Paz el 16 de julio de 1809 se incorporó a la Junta de Gobierno o Junta Tuitiva, a cargo de la cartera de Estado. 
A Medina se le atribuye la autoría del texto de la proclama de la Junta Tuitiva de los derechos del pueblo, publicada en 21 de julio de 1809, siendo el documento más importante de la Revolución emancipatoria paceña y boliviana, firmada por éste junto a los otros diecisiete insurgentes que luego pasaron a la historia como los protomártires de la independencia boliviana.   

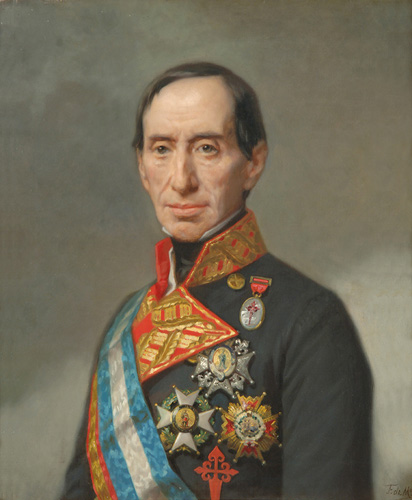
José Manuel de Goyeneche.

Se encontraba con las fuerzas de Pedro Murillo el 25 de octubre cuando fue derrotado en los Altos de Chacaltaya por las tropas de José Manuel de Goyeneche. Huyó al oeste en dirección a las Yungas pero fue descubierto por un soldado de la partida de Sierra y capturado en Chulumani. Entregado a Domingo Tristán, fue remitido a La Paz y apenas llegó, el 27 de noviembre, conducido recluso al Convento de San Francisco. 
Sometido a juicio, prestó su indagatoria ante López de Segovia el 18 de diciembre y efectuó su confesión el 8 de enero de 1810. Condenado a la pena capital, previa degradación hecha a su persona por el Obispo de la Diócesis, se le suspendió la condena pero fue enviado a prisión.
El virrey del Perú Abascal trataba de enviar a Medina a España. Esto se supo en Buenos Aires, capital del Virreinato del Río de la Plata. Allí, al conocerse la caída de Sevilla y la disolución de la Junta Central, el 22 de mayo un Cabildo abierto suspendió al virrey Baltasar Hidalgo de Cisneros y el 23 se formó una junta presidida por el antiguo virrey. De corta duración, permitió no obstante que Cisneros (firmando como virrey y no como presidente para que su orden fuera obedecida), presión mediante, conmutara el exilio dispuesto para el cura Medina.

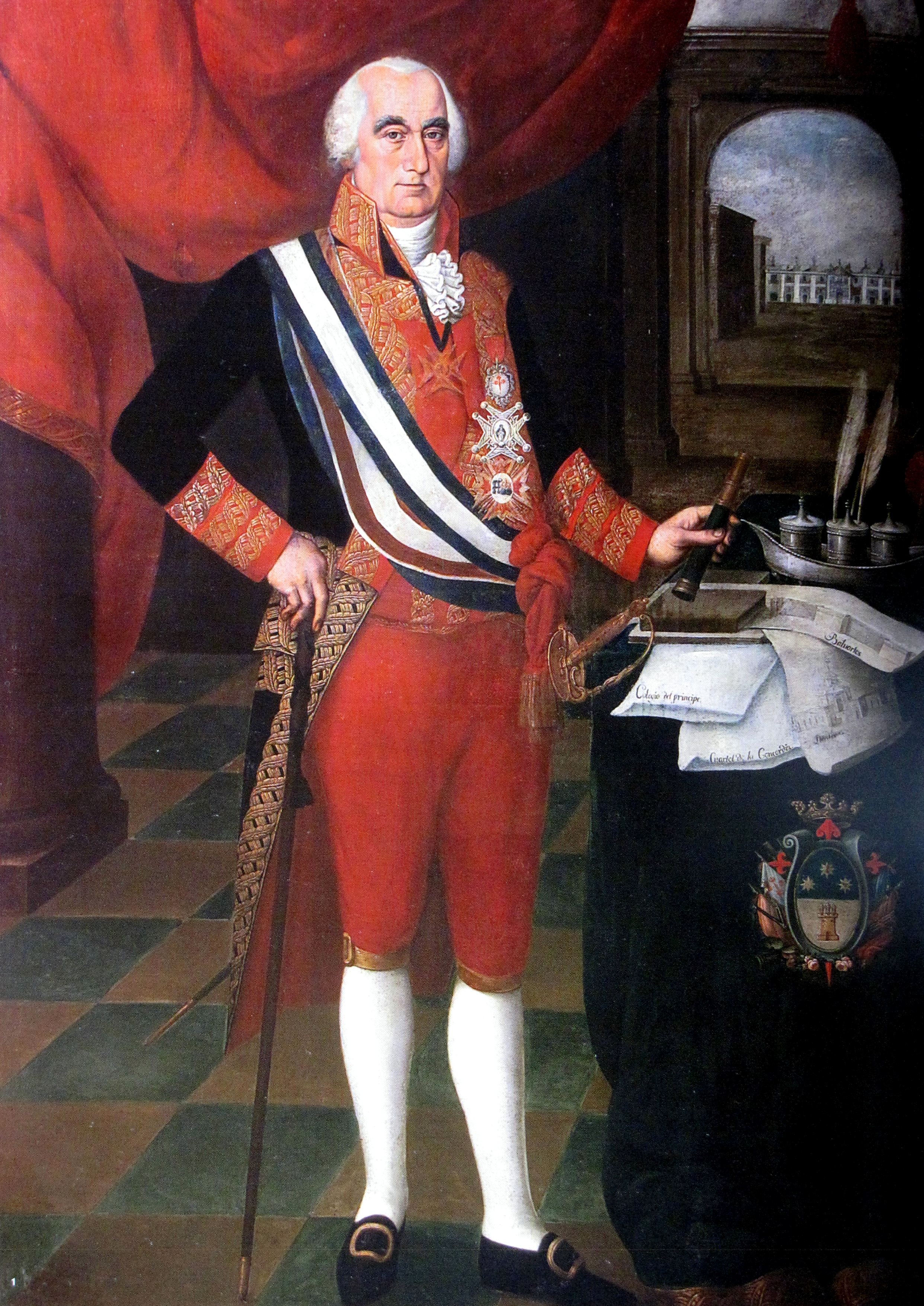
José Fernando de Abascal.

No obstante, como Abascal controlaba de hecho la situación y conoció rápidamente la caída de Cisneros, quedó en mano de amigos el salvarlo. Con la ayuda de ellos, especialmente Mariano Alejo Álvarez, discípulo suyo, y mediante arreglos con el médico Carmona, logró fugarse, arribando a la zona de Coquimbo (Chile) el 3 de diciembre de 1812. 
En el Congreso Constituyente de las Provincias Unidas del Río de la Plata figuró como diputado por Tucumán el 21 de abril de 1826. Falleció en 1828 en Santa Fe del Rosario (República Argentina).